# Sulisław (województwo opolskie)
Sulisław (niem. Zülzhoff) – wieś w Polsce położona w województwie opolskim, w powiecie brzeskim, w gminie Grodków.
W latach 1975–1998 miejscowość położona była w województwie opolskim. Do 1975 roku w powiecie grodkowskim.

## Zabytki
Do wojewódzkiego rejestru zabytków wpisany jest:
- zespół pałacowy, z drugiej połowy XIX w.:
  - pałac, neogotycki z początku XIX w.
  - park.